# Bir (plaats)
Bir is een Tibetaanse kolonie en tevens SOS kinderdorp gelegen in het dorp Chowgan in de Tehsil (administratieve indeling) van Baijnath, in het district Kangra, in de Indiase deelstaat Himachal Pradesh. Bir bevindt zich ongeveer 70 km ten zuidoosten van Dharamsala. Geologisch is Bir gelegen in het Dhauladharmassief van de uitlopers van de Indiase Himalaya. Het dichtstbijzijnde treinstation is Ahju, op de smalspoorlijn die loopt tussen Pathankot en Jogindernagar via Kangra.

## Bevolking
De bevolking van Bir bestaat voornamelijk uit Tibetaanse vluchtelingen, maar er zijn ook een aantal Indiase families en een kleine gemeenschap van internationale expats en langetermijnbezoekers. De meerderheid van de Tibetaanse vluchtelingen komen oorspronkelijk uit de Khamregio ten zuidoosten van Tibet.

## Fotogalerij

Klooster in Bir
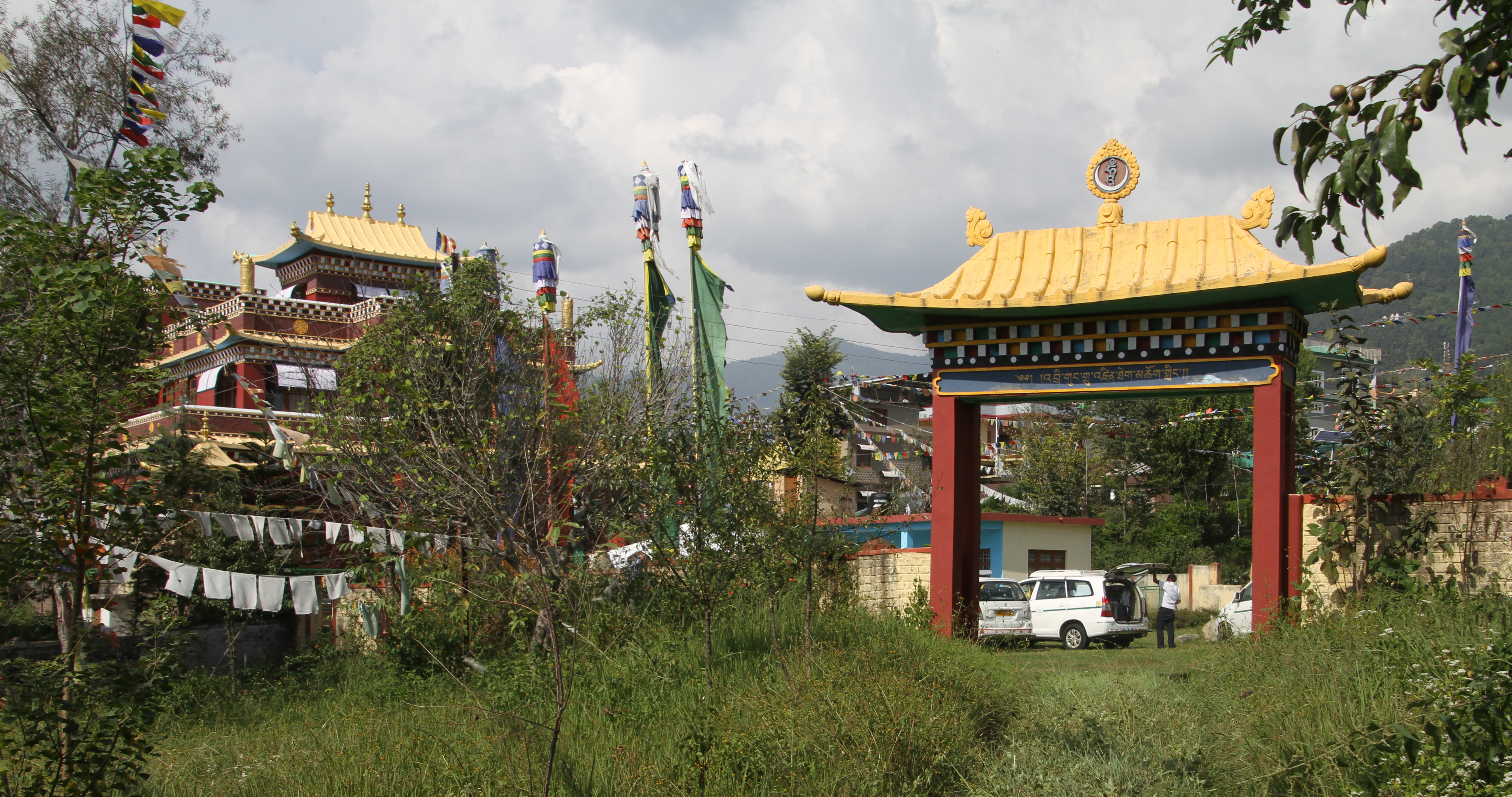
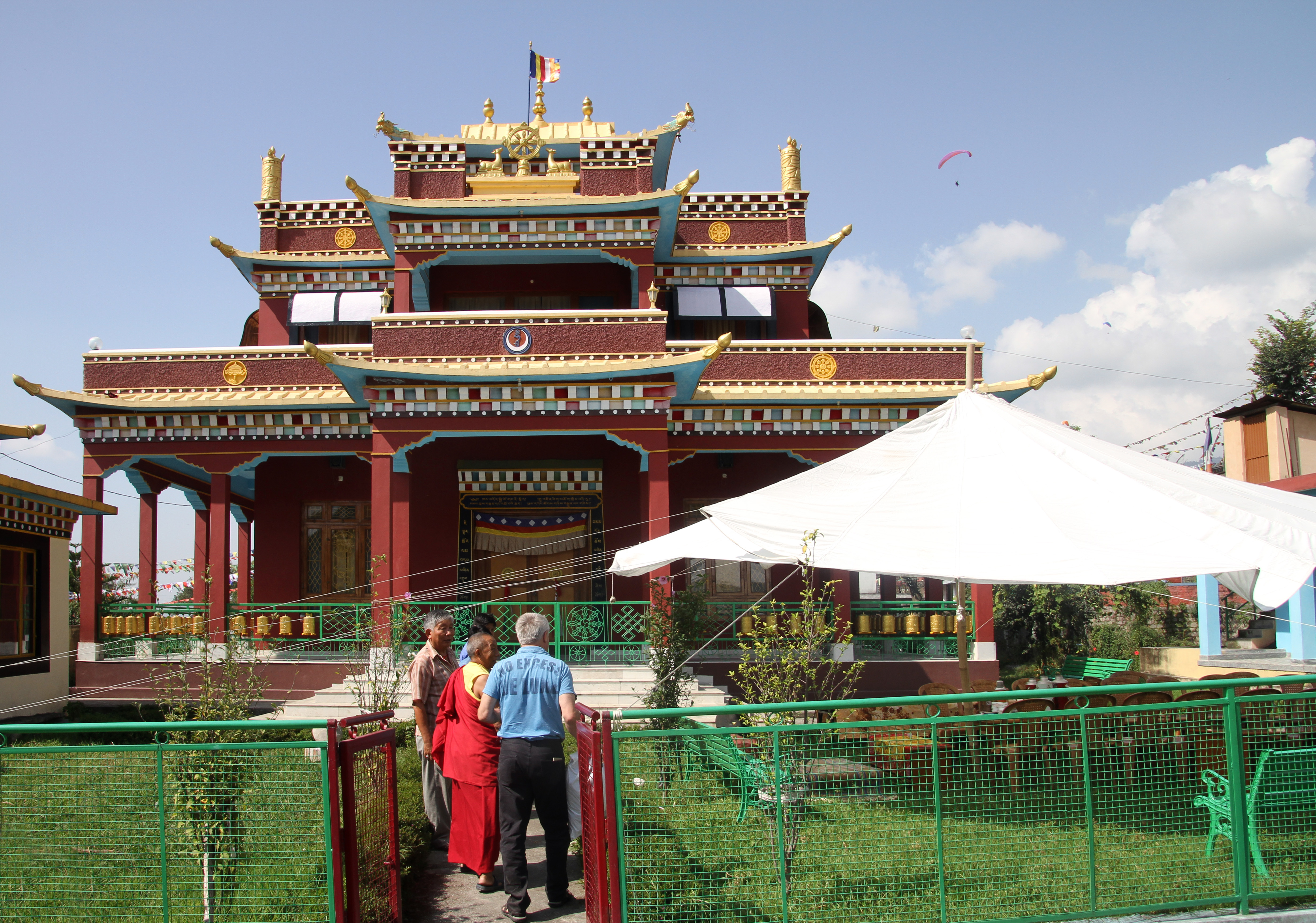
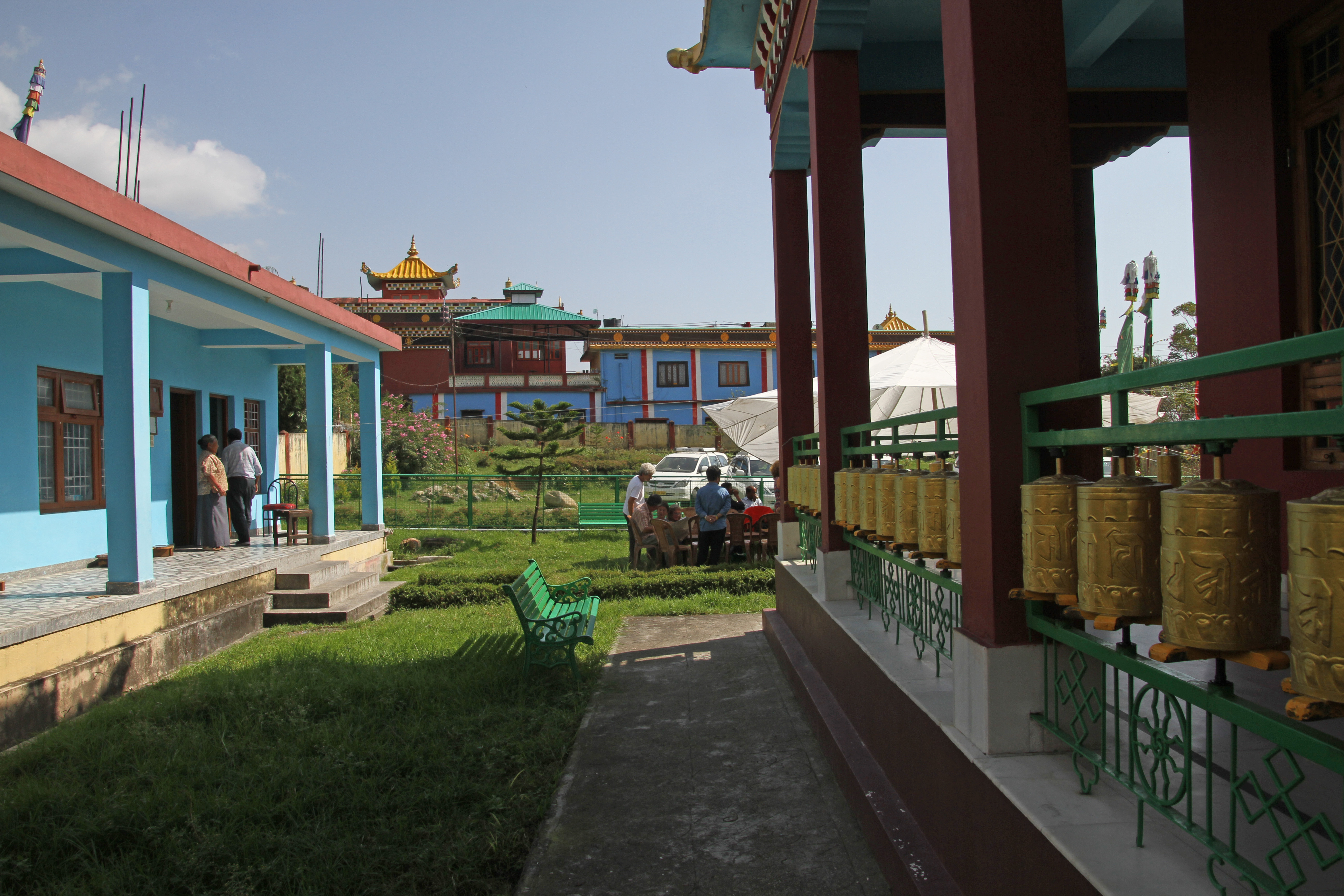
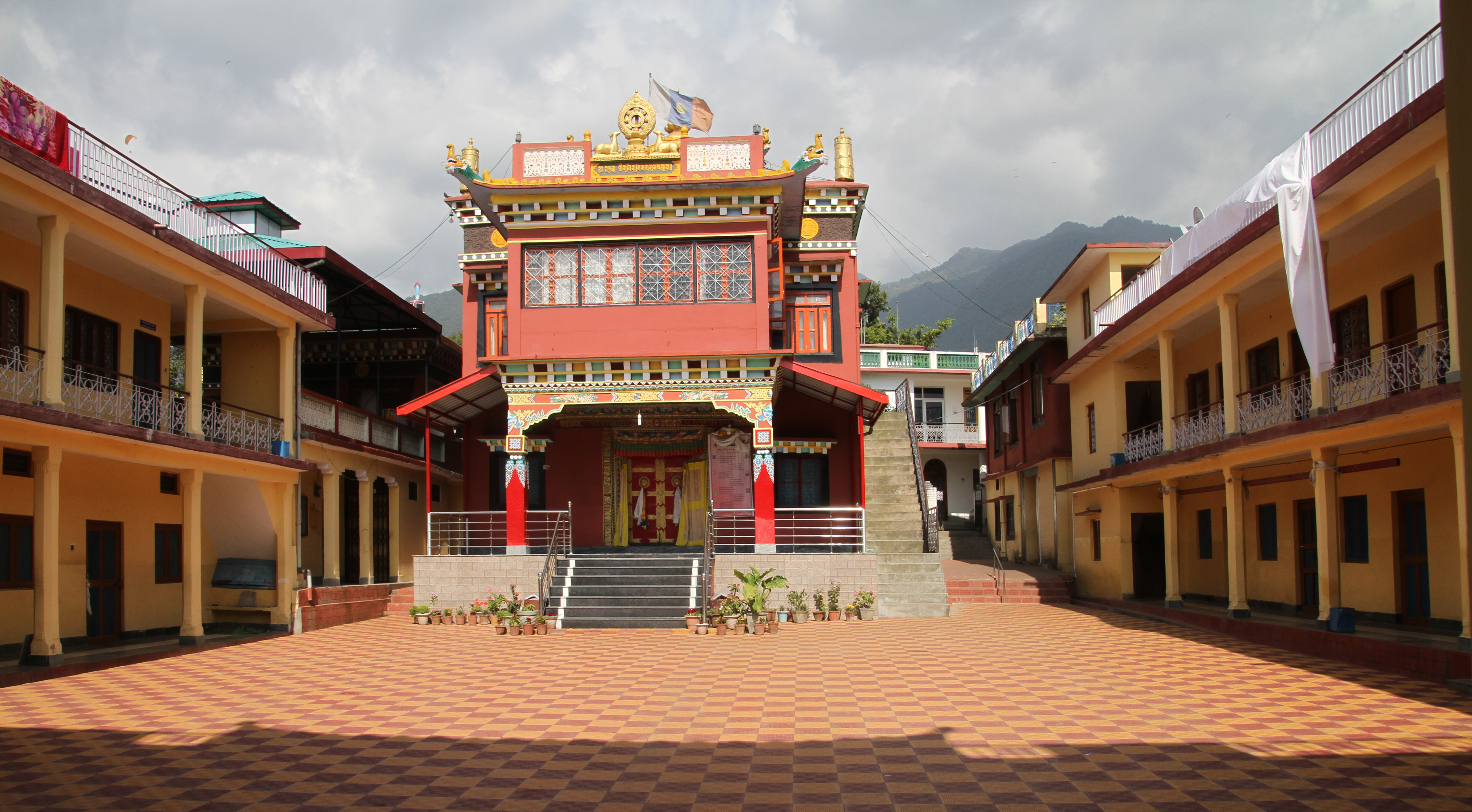
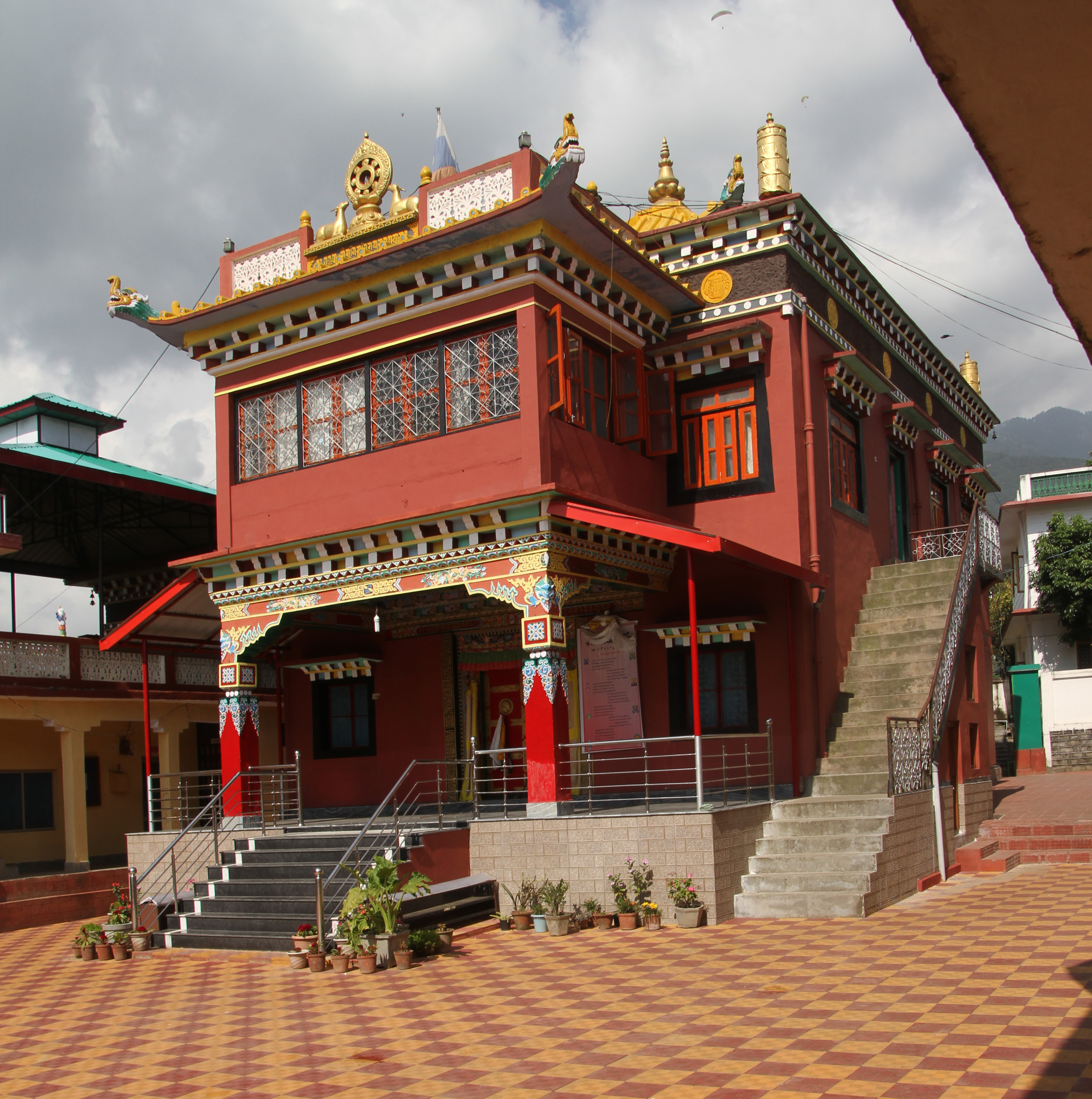
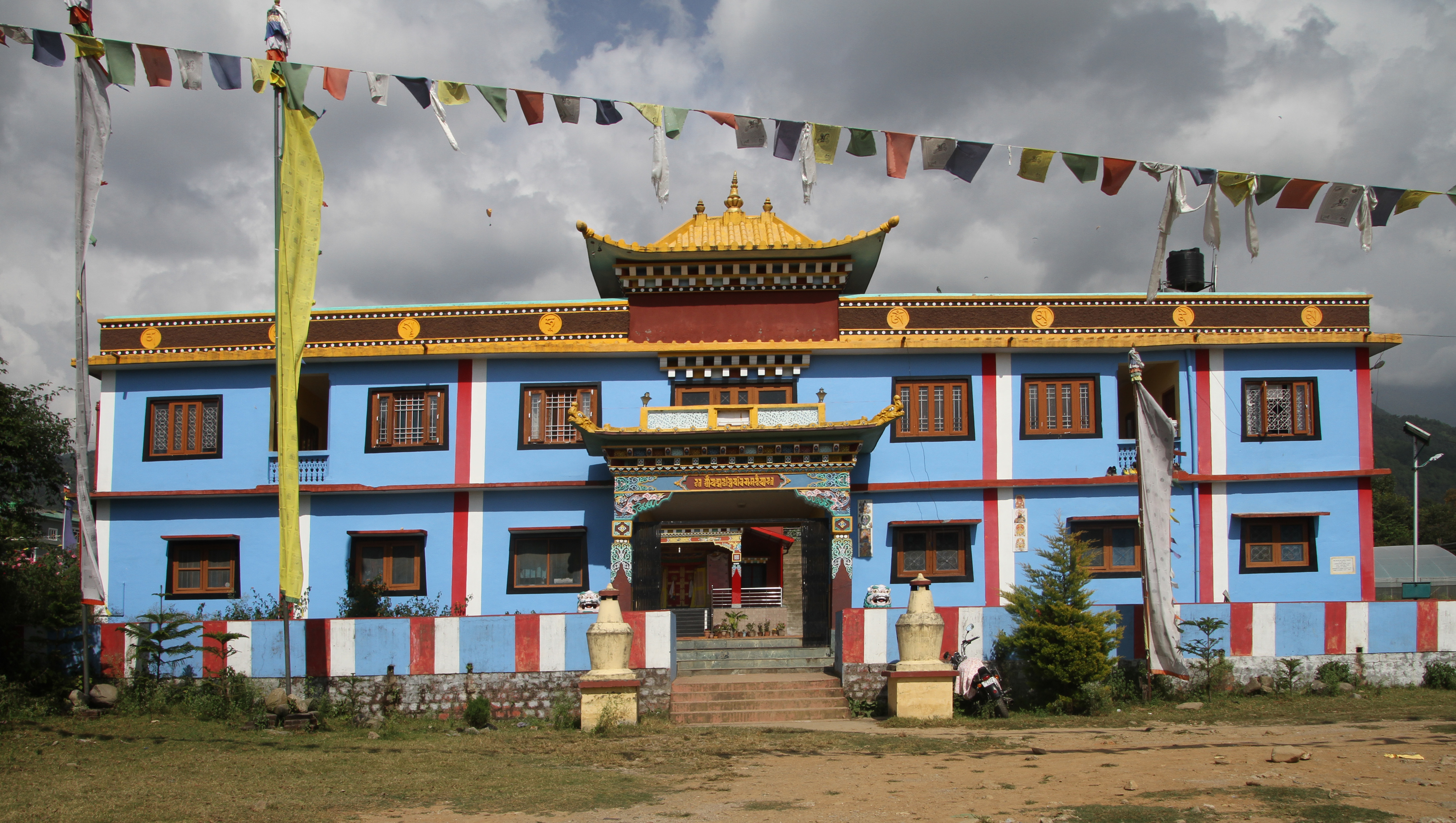
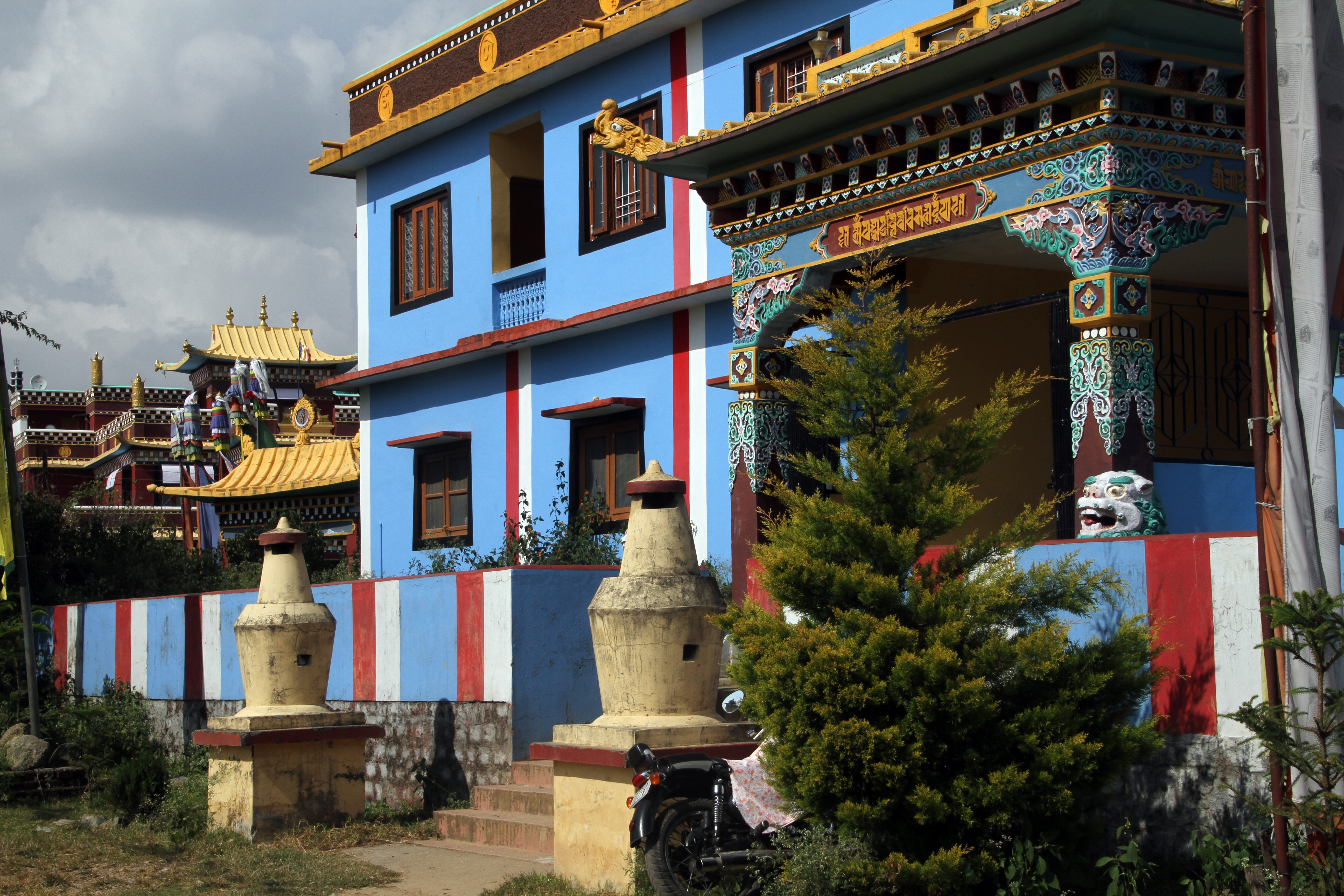